# Ponte all'Indiano
Il ponte dell'Indiano è un ponte situato a Firenze, in Italia.

## Storia

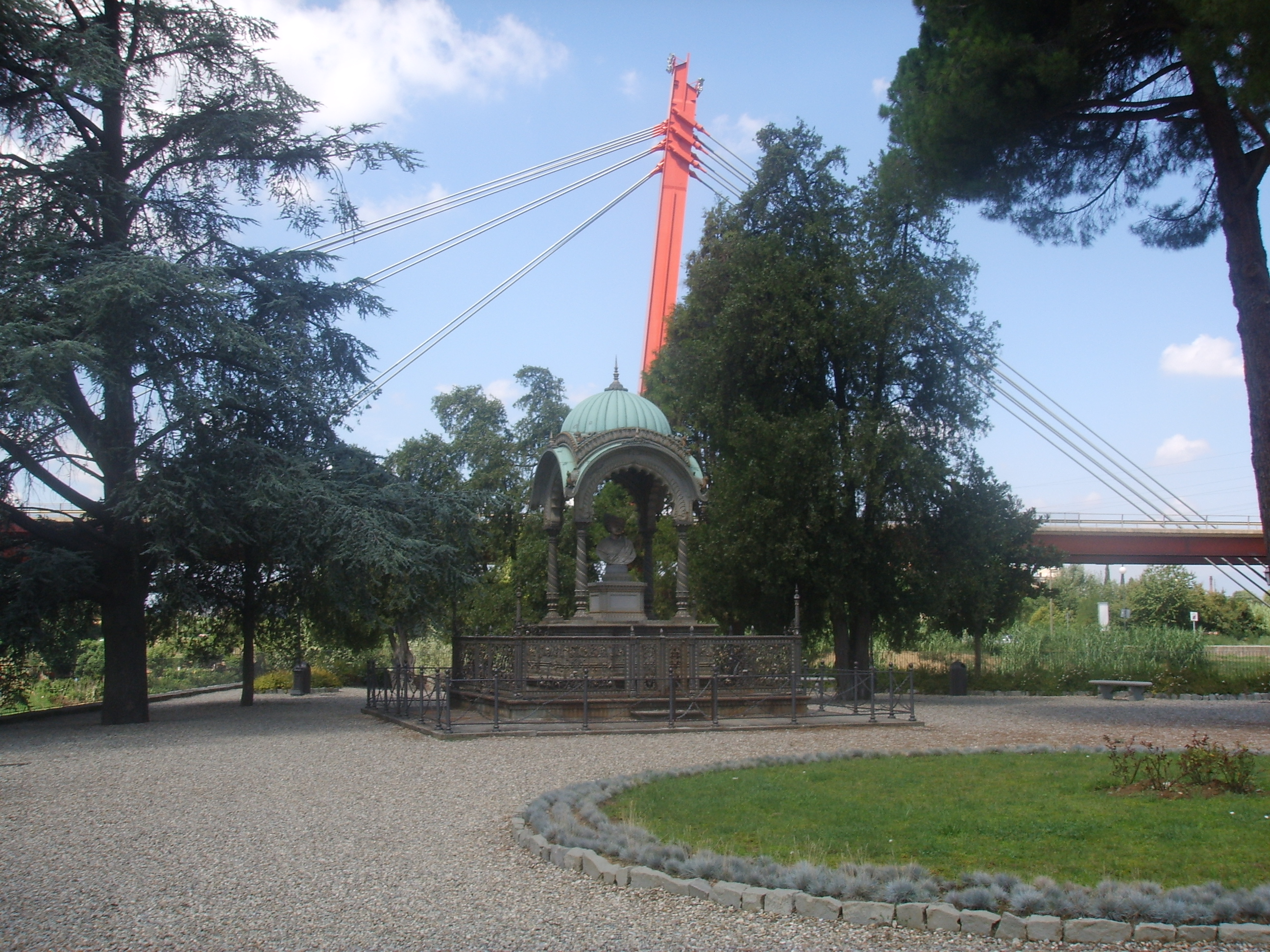
Il ponte e il monumento all'Indiano

Il ponte fu realizzato tra il 1972 e il 1978 ed inaugurato il 10 marzo di quell'anno dalla società Costruzioni Metalliche Finsider di Guasticce (vicino a Livorno) su progetto degli architetti Adriano Montemagni, Paolo Sica, e dell'ingegnere Fabrizio de Miranda. Il progetto che aveva vinto il concorso nazionale di progettazione indetto dal Comune di Firenze nel 1968 attirò subito l'attenzione anche perché prevedeva una sottostante passerella pedonale pensile non richiesta dal bando di concorso. Per le caratteristiche strutturali dell'opera, Fabrizio de Miranda ha ricevuto ad Helsinki il 22 settembre 1978 il premio europeo ECCS-CECM (Convenzione europea della costruzione metallica).
Nei pressi dell'incontro del fiume Arno e del torrente Mugnone, si trova il mausoleo dell'Indiano, che dà il nome al giardino terminale del parco delle Cascine e, per estensione, anche alla nuova struttura.

## Descrizione

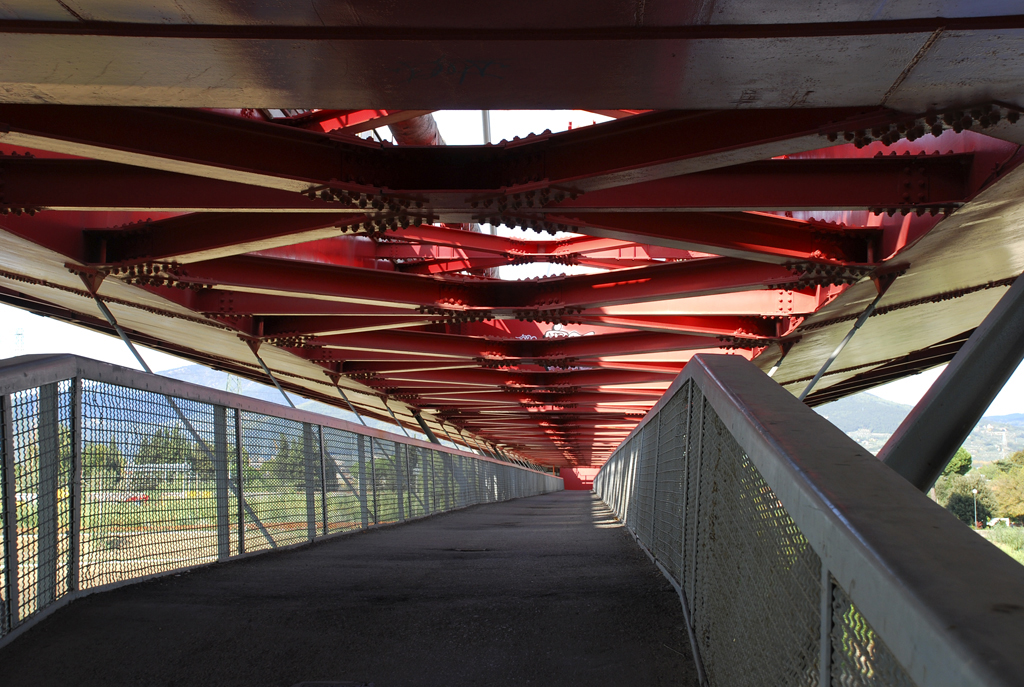
Il ponte pedonale

Collega il quartiere 5 con il quartiere 4 del capoluogo toscano, nella fattispecie i rispettivi rioni di Petriolo e Mantignano, attraversando l'Arno alla confluenza con il Mugnone nei pressi del parco delle Cascine.
È realizzato in acciaio e calcestruzzo armato ed è un ponte strallato con stralli disposti a ventaglio, uno dei più grandi ad essere stati costruiti in Italia nel XX secolo. È composto da una campata principale di 206 m, ai lati della quale si trovano altre due da 70,5 m, la lunghezza complessiva è di 347 m. La struttura è spessa da un minimo di 2,60 m ad un massimo di 5,60 m, ed è largo 22,4 m. Presenta una luce di 189 m e impalcato in lamiera di acciaio irrigidita costituito da 2 travi a cassone trapezio collegate da traversoni e controventi orizzontali.
Presenta due carreggiate separate da spartitraffico e quattro corsie di marcia, oltre a svolgere le funzioni di ponte carrabile presenta anche un ponte pedonale sospeso al di sotto della struttura principale, lo stesso collega via di San Biagio a Petriolo a via dell'Isolotto.

## Viadotto dell'Indiano
Il ponte fa parte di una più ampia infrastruttura stradale, il viadotto dell'Indiano. Si estende per oltre 4 km, dagli anni '90 collega il ponte alla strada di grande comunicazione Firenze-Pisa-Livorno e avrebbe dovuto allacciarsi all'autostrada A11, tuttavia la realizzazione fu interrotta in corso d'opera e termina infatti con due rampe incomplete. Si tratta di una strada urbana di scorrimento con limite di velocità di 60 km/h, dal 2010 sul viadotto sono attivi due autovelox.